# Желькувко
Желькувко (пол. Żelkówko) — село в Польщі, у гміні Кобильниця Слупського повіту Поморського воєводства.
Населення — 118 осіб (2011).
У 1975-1998 роках село належало до Слупського воєводства.

## Демографія
Демографічна структура станом на 31 березня 2011 року:
|          | Загалом | Допрацездатний вік | Працездатний вік | Постпрацездатний вік |
| -------- | ------- | ------------------ | ---------------- | -------------------- |
| Чоловіки | 62      | 7                  | 50               | 5                    |
| Жінки    | 56      | 13                 | 33               | 10                   |
| Разом    | 118     | 20                 | 83               | 15                   |